# Shady Grove (album de Quicksilver)
Pour les articles homonymes, voir Shady Grove.
Albums de Quicksilver Messenger Service
Happy Trails
(1969) Just for Love
(1970)
Shady Grove est le troisième album du groupe de rock psychédélique Quicksilver Messenger Service, sorti en 1969. C'est le premier où n'apparaît pas le guitariste Gary Duncan, et également le premier enregistré avec le pianiste Nicky Hopkins.

## Titres
1. Shady Grove (Wands) – 2:57
2. Flute Song (Jewkes) – 5:21
3. Three or Four Feet From Home (Cipollina) – 2:46
4. Too Far (Freiberg) – 4:24
5. Holy Moly (Gravenites) – 4:53
6. Joseph's Coat (Cipollina, Gravenites) – 4:34
7. Flashing Lonesome (Freiberg, Gravenites) – 5:24
8. Words Can't Say (Freiberg, Jewkes) – 3:20
9. Edward, the Mad Shirt Grinder (Hopkins) – 9:17

## Musiciens
- John Cipollina : guitare, chant
- Greg Elmore : batterie, percussions
- David Freiberg : chant, guitare, basse, alto
- Nicky Hopkins : piano, orgue, célesta, violoncelle, clavecin